# 572
572 foi um ano bissexto do século VI que teve início à sexta-feira e terminou num sábado, segundo o Calendário Juliano. as suas letras dominicais foram C e B
| Ano completo                          |
| ------------------------------------- |
| Ano bissexto com início à sexta-feira |

## Eventos
- II Concílio de Braga.

## Mortes
- Liúva I, rei visigodo